# Marie Bouzková
Marie Bouzková (Prága, 1998. július 21. –) junior Grand Slam-tornagyőztes cseh hivatásos teniszezőnő.
Juniorként megnyerte a 2014-es US Open lány egyéni bajnokságát, és Gálfi Dalma párjaként döntőt játszott a 2014-es wimbledoni teniszbajnokság lány páros versenyén. A felnőttek mezőnyében a Grand Slam-tornákon a legjobb eredménye egyéniben a 2022-es wimbledoni teniszbajnokságon elért negyeddöntő, míg párosban 2023-ban Wimbledonban elődöntős volt.
2014-ben kezdődött profi pályafutása során két egyéni és hat páros WTA-, valamint 12 egyéni és három páros ITF-tornagyőzelmet szerzett. Első egyéni WTA-döntőjébe a 2020-as Monterrey Openen került, ahol Elina Szvitolinától szenvedett három játszmában 5–7, 6–4, 4–6 arányú vereséget. Ezzel az eredményével került a Top50-be. Ezen kívül még egy WTA 125K-tornán jutott döntőbe, 2019 márciusában Guadalajarában.
Legmagasabb világranglista helyezése egyéniben a 2022. december 12-én elért 24. helyezés, párosban a legjobbjaként 2024. május 6-án a 15. helyen állt.

## Junior Grand Slam döntők (1–1)

### Lány egyéni (1–0)
| Eredmény | Év   | Bajnokság | Borítás | Ellenfél           | Eredmény    |
| -------- | ---- | --------- | ------- | ------------------ | ----------- |
| Győztes  | 2014 | US Open   | Kemény  | Anhelina Kalinyina | 6–4, 7–6(5) |

### Lány páros (0–1)
| Eredmény | Év   | Bajnokság | Borítás | Partner     | Ellenfél               | Eredmény    |
| -------- | ---- | --------- | ------- | ----------- | ---------------------- | ----------- |
| Döntős   | 2014 | Wimbledon | Fű      | Gálfi Dalma | Tami Grende Je Csiu-jü | 2–6, 6–7(5) |

## WTA döntői

### Egyéni: 8 (2–6)
| Összesítés                  |
| Grand Slam-torna (0)        |
| WTA 1000 (kötelező) (0)     |
| WTA 1000 (nem kötelező) (0) |
| WTA 500 (0)                 |
| WTA 250 (2)                 |

| Eredmény | Gy–V | Dátum              | Torna                                                  | Borítás | Ellenfél              | Eredmény            |
| -------- | ---- | ------------------ | ------------------------------------------------------ | ------- | --------------------- | ------------------- |
| Döntős   | 0–1  | 2020. március 8.   | Monterrey Open, Monterrey, Mexikó                      | Kemény  | Elina Szvitolina      | 5–7, 6–4, 4–6       |
| Döntős   | 0–2  | 2021. február 19.  | Phillip Island Trophy, Melbourne, Ausztrália           | Kemény  | Darja Kaszatkina      | 6–4, 2–6, 2–6       |
| Döntős   | 0–3  | 2022. február 27.  | Abierto Zapopan, Guadalajara, Mexikó                   | Kemény  | Sloane Stephens       | 5–7, 6–1, 2–6       |
| Győztes  | 1–3  | 2022. július 31.   | Prague Open, Prága, Csehország                         | Salak   | Anasztaszija Potapova | 6–0, 6–3            |
| Döntős   | 1–4  | 2023. október 22.  | Jiangxi Open, Nancsang, Kína                           | Kemény  | Kateřina Siniaková    | 6–1, 6–7(5), 6–7(4) |
| Döntős   | 1–5  | 2024. április 7.   | Copa Colsanitas, Bogotá, Kolumbia                      | Salak   | Camila Osorio         | 3–6, 6–7(5)         |
| Döntős   | 1–6  | 2024. augusztus 3. | Washington Open, Washington, Amerikai Egyesült Államok | Kemény  | Paula Badosa          | 1–6, 6–4, 4–6       |
| Győztes  | 2–6  | 2025. július 26.   | Prague Open, Prága, Csehország                         | Kemény  | Linda Nosková         | 2–6, 6–1, 6–3       |

### Páros: 9 (6–3)
| Összesítés                   |
| Grand Slam-torna (0)         |
| WTA 1000 (kötelező)* (1)     |
| WTA 1000 (nem kötelező)* (0) |
| WTA 500* (0)                 |
| WTA 250* (5)                 |

| Eredmény | Gy–V | Dátum               | Torna                                                    | Borítás | Partner               | Ellenfél                            | Eredmény            |
| -------- | ---- | ------------------- | -------------------------------------------------------- | ------- | --------------------- | ----------------------------------- | ------------------- |
| Döntős   | 0–1  | 2020. augusztus 16. | Top Seed Open, Lexington, Amerikai Egyesült Államok      | Kemény  | Jil Teichmann         | Hayley Carter Luisa Stefani         | 1–6, 5–7            |
| Döntős   | 0–2  | 2021. április 11.   | Volvo Cars Open, Charleston, Amerikai Egyesült Államok   | Kemény  | Lucie Hradecká        | Nicole Melichar Demi Schuurs        | 2–6, 4–6            |
| Győztes  | 1–2  | 2021. június 20.    | Birmingham Classic, Burmingham, Egyesült Királyság       | Fű      | Lucie Hradecká        | Unsz Dzsábir Ellen Perez            | 6–4, 2–6, [10–8]    |
| Győztes  | 2–2  | 2021. július        | Prague Open, Prága, Csehország                           | Kemény  | Lucie Hradecká        | Viktória Kužmová Nina Stojanović    | 7–6(4), 6–4         |
| Győztes  | 3–2  | 2022. április 24.   | Istanbul Cup, Isztambul, Törökország                     | Salak   | Sara Sorribes Tormo   | Natyela Dzalamidze Kamilla Rahimova | 6–3, 6–4            |
| Győztes  | 4–2  | 2023. október 8.    | China Open, Peking, Kína                                 | Kemény  | Sara Sorribes Tormo   | Csan Hao-csing Giuliana Olmos       | 3–6, 6–0, [10–4]    |
| Győztes  | 5–2  | 2023. október 15.   | Korea Open, Szöul, Dél-Korea                             | Kemény  | Bethanie Mattek-Sands | Luksika Kumkhum Peangtarn Plipuech  | 6–2, 6–1            |
| Döntős   | 5–3  | 2024. január 7.     | Auckland Classic, Auckland, Új-Zéland                    | Kemény  | Bethanie Mattek-Sands | Anna Danilina Viktória Hrunčáková   | 3–6, 7–6(5), [8–10] |
| Győztes  | 6–3  | 2025. június 29.    | Eastbourne International, Eastbourne, Egyesült Királyság | Fű      | Anna Danilina         | Hszie Su-vej Maya Joint             | 6–4, 7–5            |

## WTA 125K döntői

### Egyéni: 1 (0–1)
| Eredmény | Gy–V | Dátum             | Torna               | Borítás | Ellenfél               | Eredmény |
| -------- | ---- | ----------------- | ------------------- | ------- | ---------------------- | -------- |
| Döntős   | 0–1  | 2019. március 16. | Guadalajara, Mexikó | Kemény  | Veronyika Kugyermetova | 2–6, 0–6 |

## ITF-döntői

### Egyéni: 16 (12–4)
| Díjazás        |
| -------------- |
| $100,000 torna |
| $75,000 torna  |
| $50,000 torna  |
| $25,000 torna  |
| $15,000 torna  |
| $10,000 torna  |

| Eredmény | No.  | Dátum                | Torna                                    | Borítás | Ellenfél              | Eredmény      |
| -------- | ---- | -------------------- | ---------------------------------------- | ------- | --------------------- | ------------- |
| Győztes  | 1–0  | 2014. október 5.     | ITF Hilton Head Island, Egyesült Államok | Salak   | Natalja Vihljanceva   | 7–5, 6–1      |
| Győztes  | 2–0  | 2015. június 21.     | ITF Grand-Baie, Mauritius                | Kemény  | Lou Brouleau          | 6–3, 6–4      |
| Győztes  | 3–0  | 2015. június 28.     | ITF Grand-Baie, Mauritius                | Kemény  | Jaeda Daniel          | 7–5, 6–2      |
| Győztes  | 4–0  | 2015. július 5.      | ITF La Possession, Franciaország         | Kemény  | Ilze Hattingh         | 6–2, 6–3      |
| Döntős   | 4–1  | 2015. augusztus 30.  | ITF Pörtschach, Ausztria                 | Salak   | Julia Grabher         | 6–7(5), 1–6   |
| Döntős   | 4–2  | 2016. január 16.     | ITF Fort-de-France, Franciaország        | Kemény  | Irina Ramialison      | 6–7(3), 2–6   |
| Győztes  | 5–2  | 2016. január 23.     | ITF Petit-Bourg, Franciaország           | Kemény  | Théo Gravouil         | 6–4, 6–1      |
| Győztes  | 6–2  | 2016. február 21.    | ITF Cuernavaca, Mexikó                   | Kemény  | Lauren Albanese       | 0–6, 6–0, 6–1 |
| Győztes  | 7–2  | 2016. május 15.      | ITF Monzón, Spanyolország                | Kemény  | Jessika Ponchet       | 6–4, 6–4      |
| Győztes  | 8–2  | 2016. június 12.     | ITF Puszczykowo, Lengyelország           | Kemény  | Valerija Szavinih     | 6–2, 6–0      |
| Győztes  | 9–2  | 2017. február 19.    | ITF Perth, Ausztrália                    | Kemény  | Markéta Vondroušová   | 1–6, 6–3, 6–2 |
| Győztes  | 10–2 | 2017. március 12.    | ITF Orlando, Egyesült Államok            | Salak   | Victoria Rodríguez    | 7–5, 5–7, 6–0 |
| Döntős   | 10–3 | 2017. május 12.      | ITF Monzón, Spanyolország                | Kemény  | Georgina García Pérez | 1–6, 3–6      |
| Döntős   | 10–4 | 2017. szeptember 25. | ITF Stillwater, Egyesült Államok         | Kemény  | Aleksandra Wozniak    | 5–7, 4–6      |
| Győztes  | 11–4 | 2018. március 18.    | ITF Irapuato, Mexikó                     | Kemény  | Kristína Kučová       | 6–4, 6–0      |
| Győztes  | 12–4 | 2019. július 21.     | ITF Nur-Sultan, Kazahsztán               | Kemény  | Natalija Kostić       | 6–3, 6–3      |

### Páros: 3 (3–0)
| Díjazás        |
| -------------- |
| $100,000 torna |
| $75,000 torna  |
| $50,000 torna  |
| $25,000 torna  |
| $15,000 torna  |
| $10,000 torna  |

| Eredmény | No. | Dátum             | Torna                      | Borítás | Partner              | Ellenfelek                     | Eredmény              |
| -------- | --- | ----------------- | -------------------------- | ------- | -------------------- | ------------------------------ | --------------------- |
| Győztes  | 1–0 | 2015. június 21.  | ITF Grand-Baie, Mauritius  | Kemény  | Rosalie van der Hoek | Ilze Hattingh Madrie Le Roux   | 6–3, 7–5              |
| Győztes  | 2–0 | 2019. április 14. | ITF Istanbul, Törökország  | Kemény  | Rosalie van der Hoek | Ilona Krameny Irina Simanovics | 7–5, 6–7(2–7), [10–5] |
| Győztes  | 3–0 | 2019. július 21.  | ITF Nur-Sultan, Kazahsztán | Kemény  | Vivian Heisen        | Vlada Koval Kamilla Rahimova   | 7–6(10–8), 6–1        |

## Eredményei Grand Slam-tornákon

### Egyéni
| Grand Slam | Australian Open | Australian Open  | Roland Garros  | Roland Garros      | Wimbledon      | Wimbledon           | US Open        | US Open              |
| Év         | Eredmény        | Utolsó ellenfél  | Eredmény       | Utolsó ellenfél    | Eredmény       | Utolsó ellenfél     | Eredmény       | Utolsó ellenfél      |
| 2017       | –               | –                | –              | –                  | Selejtező (Q2) | Selejtező (Q2)      | Selejtező (Q1) | Selejtező (Q1)       |
| 2018       | Selejtező (Q3)  | Selejtező (Q3)   | Selejtező (Q2) | Selejtező (Q2)     | Selejtező (Q2) | Selejtező (Q2)      | 1. kör         | Ana Bogdan           |
| 2019       | Selejtező (Q1)  | Selejtező (Q1)   | 1. kör         | Bianca Andreescu   | 2. kör         | María Szákari       | 1. kör         | Ajla Tomljanović     |
| 2020       | 1. kör          | Ószaka Naomi     | 1. kör         | Kaia Kanepi        | elmaradt       | elmaradt            | 1. kör         | Jessica Pegula       |
| 2021       | 1. kör          | Elina Szvitolina | 1. kör         | Kateřina Siniaková | 1. kör         | Vera Zvonarjova     | 1. kör         | Ószaka Naomi         |
| 2022       | 2. kör          | Kaia Kanepi      | 2. kör         | Elise Mertens      | Negyeddöntő    | Unsz Dzsábir        | 2. kör         | Karolína Plíšková    |
| 2023       | 1. kör          | Bianca Andreescu | 1. kör         | Vang Hszin-jü      | 4. kör         | Markéta Vondroušová | 3. kör         | Unsz Dzsábir         |
| 2024       | 1. kör          | Linda Nosková    | 3. kör         | Iga Świątek        | 2. kör         | Anna Kalinszkaja    | 2. kör         | Ljudmila Szamszonova |
| 2025       | 1. kör          | Mirra Andrejeva  | 3. kör         | Cori Gauff         | 2. kör         | Arina Szabalenka    |                |                      |

### Páros
| Grand Slam | Australian Open         | Australian Open                   | Roland Garros                | Roland Garros                    | Wimbledon                  | Wimbledon                           | US Open                    | US Open                          |
| Év         | Eredmény Partner        | Utolsó ellenfél                   | Eredmény Partner             | Utolsó ellenfél                  | Eredmény Partner           | Utolsó ellenfél                     | Eredmény Partner           | Utolsó ellenfél                  |
| 2020       | 1. kör Tamara Zidanšek  | Hszie Su-vej Barbora Strýcová     | 2. kör Arantxa Rus           | Hszie Su-vej Barbora Strýcová    | elmaradt                   | elmaradt                            | –                          | –                                |
| 2021       | 1. kör Tamara Zidanšek  | Hszie Su-vej Barbora Strýcová     | 1. kör S Sorribes Tormo      | Ninomija Makoto Jang Csao-hszüan | Negyeddöntő Lucie Hradecká | Aojama Súko Sibahara Ena            | Negyeddöntő Lucie Hradecká | Gabriela Dabrowski Luisa Stefani |
| 2022       | 2. kör Lucie Hradecká   | Aliona Bolsova Ulrikke Eikeri     | –                            | –                                | 2. kör Tereza Mihalíková   | Danielle Collins Desirae Krawczyk   | –                          | –                                |
| 2023       | 2. kör Camila Osorio    | Kato Miju Aldila Sutjiadi         | Negyeddöntő S Sorribes Tormo | Nicole Melichar Ellen Perez      | Elődöntő S Sorribes Tormo  | Hszie Su-vej Barbora Strýcová       | –                          | –                                |
| 2024       | 1. kör S Sorribes Tormo | Cristina Bucșa Alekszandra Panova | 2. kör S Sorribes Tormo      | Marta Kosztyuk E-G Ruse          | 2. kör S Sorribes Tormo    | Caroline Garcia Kristina Mladenovic | 3. kör S Sorribes Tormo    | N Melichar-Martinez Ellen Perez  |
| 2025       | 1. kör B Mattek-Sands   | Ulrikke Eikeri Ninomija Makoto    | –                            | –                                | 2. kör Anna Danilina       | V Kugyermetova Elise Mertens        |                            |                                  |

## Év végi világranglista-helyezései
| Év     | 2013  | 2014 | 2015  | 2016 | 2017 | 2018  | 2019 | 2020 | 2021 | 2022 | 2023 | 2024 |
| Egyéni | 1195. | 497. | 378.  | 257. | 187. | 142.  | 57.  | 51.  | 89.  | 26.  | 34.  | 45.  |
| Páros  | –     | –    | 1069. | –    | –    | 1103. | 214. | 111. | 34.  | 73.  | 23.  | 49.  |